# Фредеріксберг (палац)

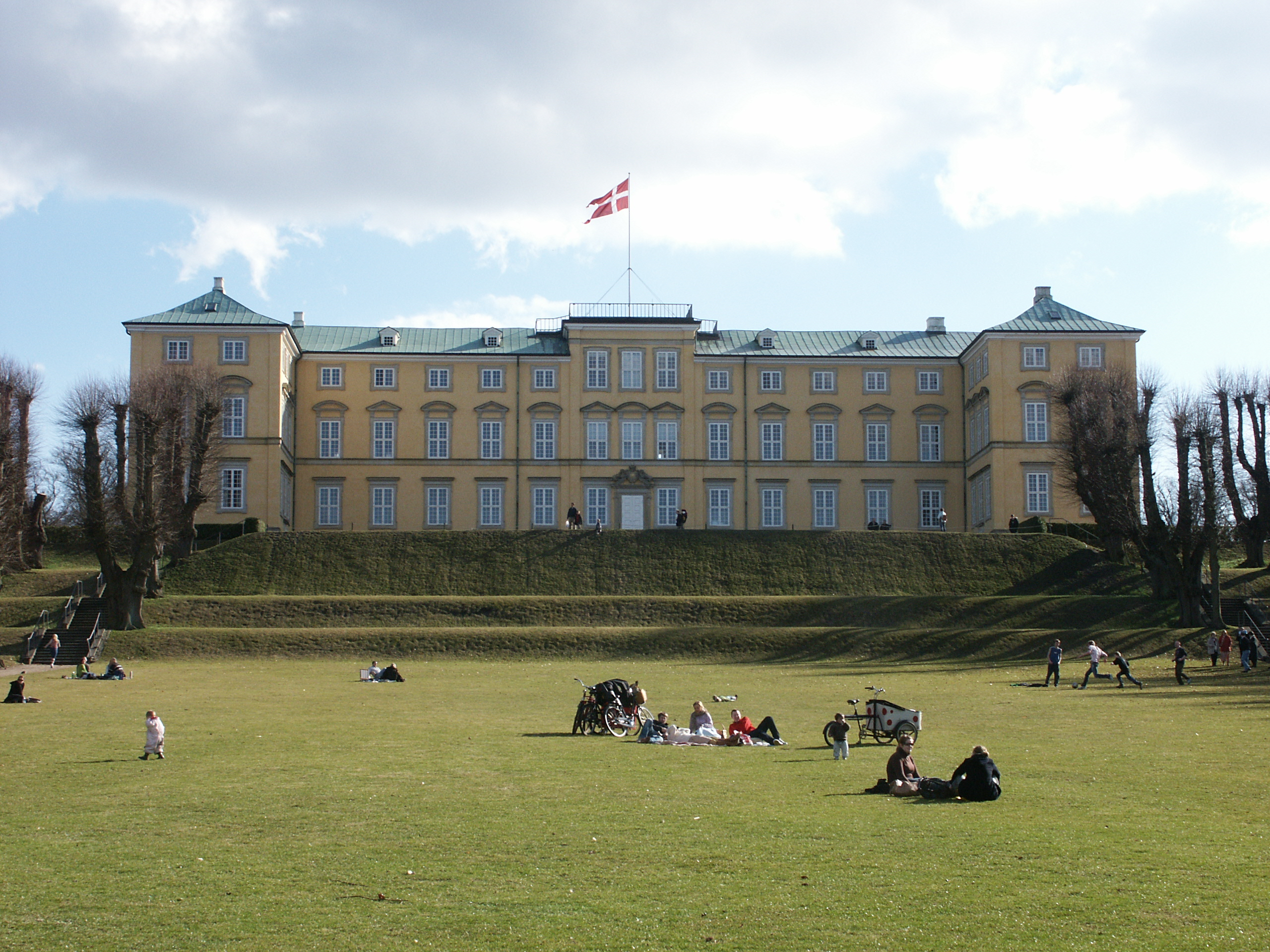
Палац Фредеріксберг з боку парку

Фредеріксберг (дан. Frederiksberg Slot) — палац, розташований у Фредеріксбергу, на данському острові Зеландія.

## Історія
Палац Фредеріксберг побудований в стилі італійського бароко на вершині пагорба Валбю (дан. Valby Bakke). Палац був споруджений в 1699—1703 рр. архітектором Ернстом Бранденбургером для короля Фредеріка IV.
Ще будучи наслідним принцом Фредерік IV в 1692—1693 рр. побував в Італії і був дуже вражений італійською архітектурою. Він особисто намалював перші начерки зовнішнього вигляду палацу. Роботи почалися в 1699 році за кілька місяців до смерті Кристіана V і сходження Фредеріка IV на престол.
В 1708-1709 роках палац був розширений архітектором Іоханом Конрадом Ернстом. Був зведений додатковий поверх з великим бальним залом і прибудовано церкву. У часи правління Кристіана VI архітектор Лауріц де Турах продовжив будівництво в 1732—1738 роках. Кристіан VI використовував цей замок в якості літньої резиденції в 1731—1740 роках, поки тривало будівництво замку Кристіансборг.
Палац Фредеріксберг отримав свій сучасний вигляд після невеликої перебудови в 1828—1829 роках в часи правління Фредеріка VI. Його вдова, Марія, була останнім членом королівської сім'ї, які проживали в цьому палаці.
З 1868 року до наших днів в будівлі палацу базується Данська королівська військова академія.
Будівля двічі зазнала значних реставраційних робіт, спочатку з 1927 по 1932 рік, а згодом з 1993 по 1998 рік.

## Парк
З 1795 по 1804 рік парк був перероблений Пітером Педерсеном як англійський ландшафтний сад з стежками, озерами, островами та каналами, які можна побачити сьогодні. Саме в цей період було додано Китайський дачний будинок (Андреас Кіркеруп, 1801) та Храм Апіса (Н. А. Айльдгаард, 1804).
До палацу з двох сторін примикає парк з озерами, каналами і різноманітною флорою.

## Галерея

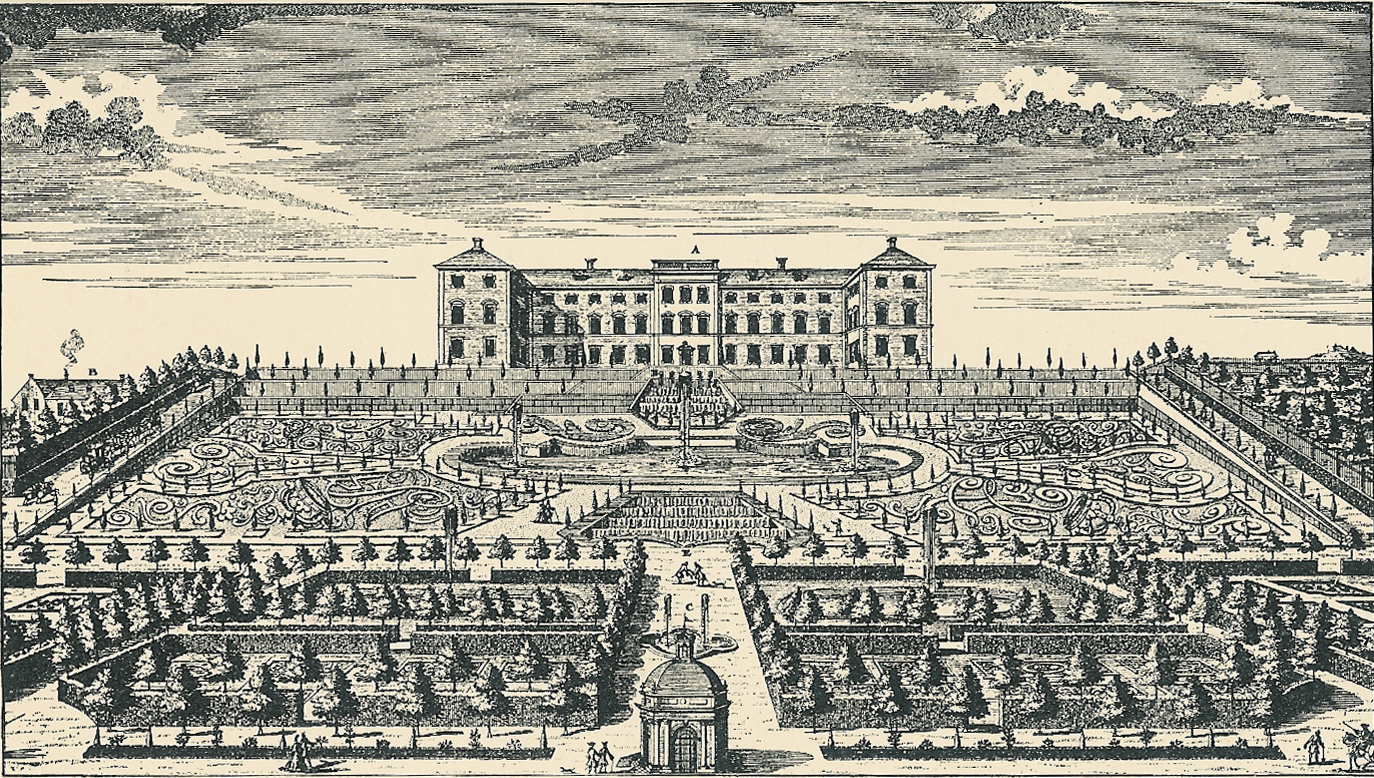
Фредеріксберзький палац у 1718 році з оригінальним садом
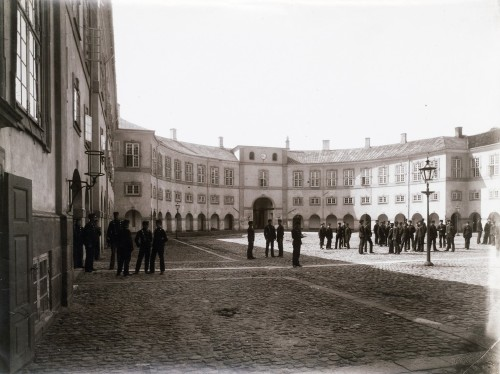
Студенти у дворі Данської королівської військової академії. 1895 рік
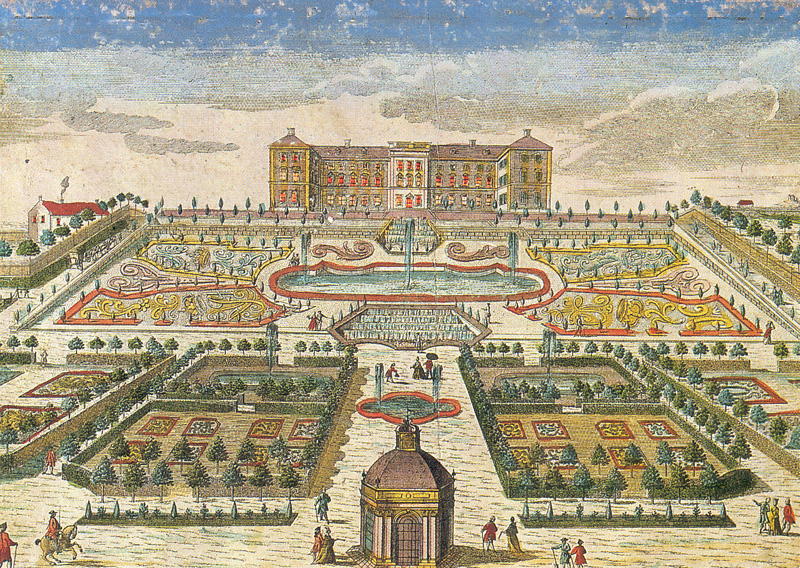
Фредеріксберзький палац приблизно в 1750 році